# Caballero blanco (finanzas)
En economía financiera, dentro del ámbito de las fusiones y adquisiciones empresariales, se entiende por caballero blanco,  al inversor, tanto empresas como personas físicas, que de forma amistosa, acude en ayuda de una empresa, que corre el riesgo de ser absorbida de forma hostil por otra entidad.
En el terreno de la economía financiera, las empresas tratan de crecer y expandirse, entre otras formas, mediante las absorciones y adquisiciones de otras empresas, que permitan una ampliación del ámbito de su negocio. Estas ofertas de compra pueden ser realizadas de forma acordada con la entidad que va a ser absorbida, o de forma hostil, es decir en contra de los deseos y los intereses de una parte de los propietarios y/o directivos de la empresa que pretende ser adquirida. En este segundo caso sus ejecutivos pueden buscar mecanismos para evitar esa oferta de compra no amistosa, las vías de defensa más habituales son las siguientes:
- La limitación de los derechos de los consejeros.
- Tratar de convencer a los accionistas de que el precio ofrecido por el comprador es demasiado bajo.
- Recompra de acciones en el mercado para hacer subir la oferta.
- La búsqueda de un caballero blanco, un inversor alternativo, aceptado por la empresa sometida al asedio.
- Conseguir un inversor que compre acciones suficientes para evitar la adquisición hostil.
- El planteamiento de recursos legales que impidan o retrasen la adquisición.

La presencia de un caballero blanco que mejore el precio propuesto por la empresa hostil, plantea una nueva situación en la oferta de compra, al iniciarse una posible guerra de ofertas entre los distintos candidatos que puede hacer desistir al posible comprador. Puede darse también la presencia de un denominado caballero gris, que juega un papel intermedio entre la empresa hostil y el caballero blanco.
En la prolongada Opa sobre Endesa, iniciada por Gas Natural, en España; la eléctrica alemana E.ON se incorporó a la pugna como caballero blanco, aunque finalmente ni una ni otra se hicieron con la empresa eléctrica.[cita requerida]